# Ethniki Odos 9a
Die Ethniki Odos 9a (griechisch Εθνική Οδός 9α ‚Nationalstraße 9a‘) ist eine Straßenverbindung in Griechenland. Sie bildet zugleich einen Teil der Europastraße 55. Die Straße trägt alternativ die Nummer 9γ.

## Verlauf
Die Straße führt von Kalo Nero an der der Küste folgenden Straße Ethniki Odos 9 unter Fortführung der Bezeichnung aks Europastraße 55 nach Osten ab und folgt dem Lauf des Flusses Kalo Nero sowie der nicht mehr betriebenen Bahnstrecke Patras–Zevgolatio an Kopanaki und Dorio vorbei und durch Vasiliko und Kallirroi. Von Zevgolatio (Ζευγολατιό) an ist sie nach Osten als Autostraße beschildert und ab Ichalia (Οιχαλία) bis zu ihrer Einmündung in die Autobahn Aftokinitodromos 7 über den Anschluss an die Ethniki Odos 7 hinaus als Autobahnzubringer ausgebaut.